# Ricardo Jorge Silva Barreiros
Ricardo Jorge da Silva Barreiros (Sintra, Portugal, 17 de enero de 1982) es un jugador de hockey sobre patines portugués. Juega en la U.D. Oliveirense de la liga portuguesa. Es considerado como uno de los mejores jugadores portugueses de su modalidad.

## Trayectoria
Debutó en el Paço de Arcos en Primera División Portuguesa en temporada 2001-02 (jugando en el equipo sénior y júnior), en la temporada 2002-03 fue la última vez que disputó con Paço d'Arcos, ya que en el 2004 ficharía por el SL Benfica, club en el que estuvo hasta que en la temporada 2009-10 se fue al club gallego del H.C. Liceo, en el que militó hasta 2012, jugando posteriormente tres años en el Porto y actualmente en el C.E. Oliveirense.
Ricardo Barreiros es internacional por la selección de Portugal, selección con la que debutó en 2003. Xogó en las fases finales del Campeonato de Europa, en 2004, 2006 y 2008, e las fases finales del Campeonato del Mundo "A", en 2005, 2007 y 2009. Se mejor resultado fue el 2º lugar en el Campeonato de Europa de 2008, donde fue el máximo goleador, con 10 goles.

## Equipos
- CD Paço d'Arcos: 1997-2004
- SL Benfica: 2004-2009
- H.C. Liceo: 2009-2012
- Porto: 2012-2015
- U.D. Oliveirense: 2015-

## Logros

### SL Benfica
- 1 subcampeón de la Copa de Portugal: 2008-09
- 2 subcampeón de la Liga portuguesa: 2006-07 y 2007-08

### Selección de Portugal
- 1 Torneo de las Naciones de Montreux: 2009
- 2 Finalista del Torneo de las Naciones de Montreux: 2005 y 2007
- 1 Finalista del Campeonato de Europa en Oviedo: 2008
- 3º puesto en el Campeonato de Europa: 2004 y 2006
- 3º puesto en el Campeonato del Mundo "A": 2005 y 2009
- Máximo goleador del Campeonato de Europa disputado en Oviedo: 2008

## Títulos

### Liceo
- 1 Copa CERS: 2009-10
- 1 Copa de Europa: 2010-11

### U.D. Oliveirense
- 1 Copa Continental de Hockey sobre patines: 2017